# Ford Motor Company

Ford Motor Company (укр. Форд Мо́тор Ко́мпані) (NYSE: F) — американська автомобілебудівна компанія, виробник автомобілів марки «Форд». У 1903 компанію заснував Генрі Форд; штаб-квартира розташована в місті Дірборн (штат Мічиган). Компанія здобула популярність, коли першою в світі застосувала поточний метод виробництва: класичний автоскладальний конвеєр. Президент — Алан Мулаллі.
Ford є четвертим автовиробником у світі за обсягами випуску після Toyota, General Motors і Volkswagen. У 2005 компанією (разом з контрольованими марками) було продано 6,8 млн машин. Виторг в 2005 склав $178,1 млрд, чистий збиток — $1,6 млрд.
У травні 2018 року компанія презентувала технологію, що дозволяє «бачити» краєвид через нове вікно із шрифтом Брайля. Пристрій, який отримав назву Feel The View, має кнопку, натиснувши яку, користувач робить панорамний знімок. Потім фото, тільки монохромне, проєктується на скло. Кожному відтінку сірого відповідає вібрація певної інтенсивності.

## Історія

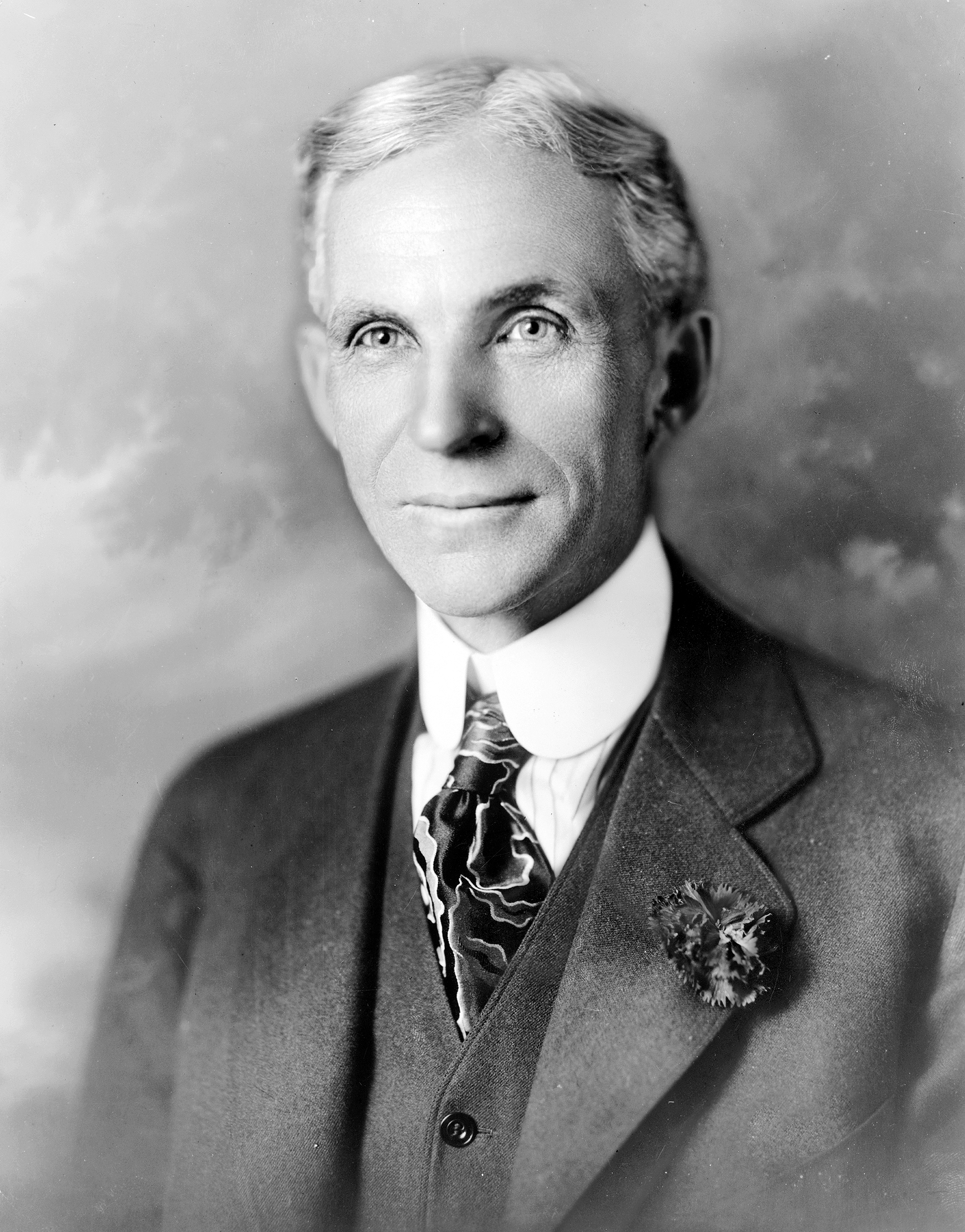
Генрі Форд, 1919

### Початок
У 1872 році син ірландського іммігранта впав з коня під час роботи на фермі свого батька біля міста Дірборн (штат Мічиган, США). Саме в цей день він вирішив створити такий транспортний засіб, який не завдавав би страждань і був би надійнішим, ніж транспортні засоби з використанням сили тварин. Цим наїзником-невдахою був Генрі Форд (Henry Ford).

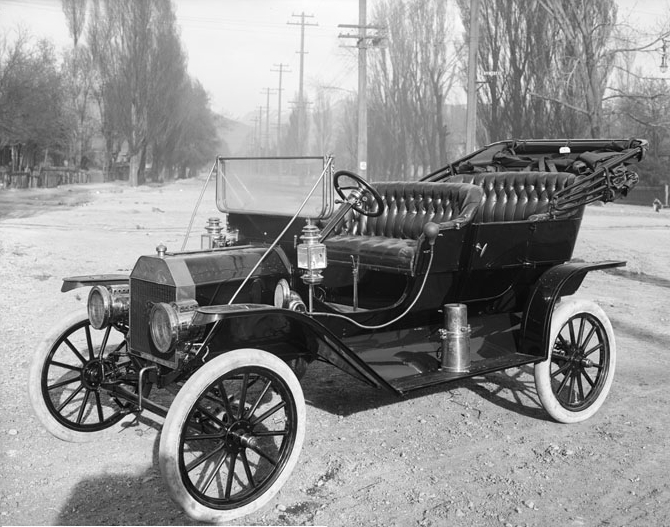
Ford Model T

Компанія Ford Motor з'явилася в 1903 році. Її засновниками були дванадцять бізнесменів зі штату Мічиган на чолі з Генрі Фордом, який тримав 25,5 % акцій підприємства і посідав посади віце-президента і головного інженера компанії.
Під автомобільний завод була переобладнана колишня фургонна фабрика на Мек Авеню в Детройті. Бригади, що складалися з двох-трьох робітників, під безпосереднім керівництвом Форда збирали автомобілі із запчастин, які виготовлялися на замовлення іншими підприємствами.
Перший автомобіль компанії був проданий 23 липня 1903 року. Першим транспортним засобом Ford стала «бензинова коляска» з приводом від двигуна потужністю 8 к.с., яку назвали Model А. Автомобіль був описаний як «найдосконаліша машина на ринку, якою здатен керувати навіть 15-річний хлопчик».
У 1906 році Генрі Форд став президентом і основним власником компанії.
Перший овальний логотип Ford з'явився в 1907 році завдяки першим британським представникам компанії Перрі (Perry), Торнтон (Thornton) і Шрайбер (Schreiber). У рамках рекламної кампанії він був представлений як «тавро вищої проби», покликане символізувати надійність та економічність.
Протягом наступних п'яти років Генрі Форд керував загальним розвитком і програмою виробництва. За цей час було використано 19 букв алфавіту — від Model А до Model S. Частина з цих моделей так і залишилася на рівні експериментальних, не дійшовши до кінцевого споживача.
У 1908 році Генрі Форд втілив у життя свою мрію, випустивши Model T (1908—1926). «Бляшана Ліззі» (Tin Lizzy), як її лагідно називали американці, стала найвідомішим автомобілем за всю історію автоіндустрії.
Її базова ціна становила 260 доларів, і протягом лише одного року було продано близько 11 тисяч таких машин. Саме поява Моделі Т ознаменувало настання нової ери в розвитку особистого транспорту.
Автомобілем Форда було просто управляти, він не вимагав складного технічного обслуговування і міг проїхати навіть по сільських дорогах.
З цього моменту автомобіль стає предметом масового виробництва, попит на який постійно зростає.
В цей же час на базі Model Т створюються машини для різних служб: пікапи, автомобілі для доставки дрібних вантажів, швидкої допомоги, автофургони і невеликі автобуси.
Щоб задовольнити зростаючі потреби покупців, а також підвищити продуктивність праці, Ford уперше впроваджує на своїх заводах конвеєрне виробництво, при якому кожний робітник виконує одну операцію, залишаючись на одному місці. У результаті нововведення кожні 10 секунд з конвеєра сходила ще одна Model Т, а рухомий конвеєр став новим, значним етапом індустріальної революції.

### 1920-ті роки
У 1919 році Генрі Форд і його син Едсел (Adsel Ford) викупили акції підприємства у інших акціонерів за 105 568 858 доларів і стали єдиними власниками фірми. Того ж року Едсел успадкував від батька пост президента компанії, який він і займав до своєї смерті в 1943 році. Після раптової кончини сина Генрі Форду знов довелося встати біля керма компанії.
Модель A, випущена в 1927 році, стала першим автомобілем компанії Ford з овальною емблемою на решітці радіатора. До самого кінця 50-х років більшість автомобілів Ford випускалося з добре відомим у наші дні темно-синім значком. Хоча овальний значок був затверджений як офіційна емблема Ford, він не ставився на автомобілі до середини 70-х років.
Наприкінці 1920-х років з компанією Ford Motor, керівництвом СРСР був укладений договір про будівництво автозаводу в Нижньому Новгороді. По ліцензії компанії «Форд» там було почато виробництво автомобілів Ford-A та Ford-AA під назвою ГАЗ-А, ГАЗ-АА і ГАЗ-ААА.
Стрімкий темп життя постійно вимагав нарощування потужностей і впровадження унікальних технологій. Розвиваючись у ритмі часу, Ford Motor Company була готова показати свої останні досягнення.

### 1930-ті роки

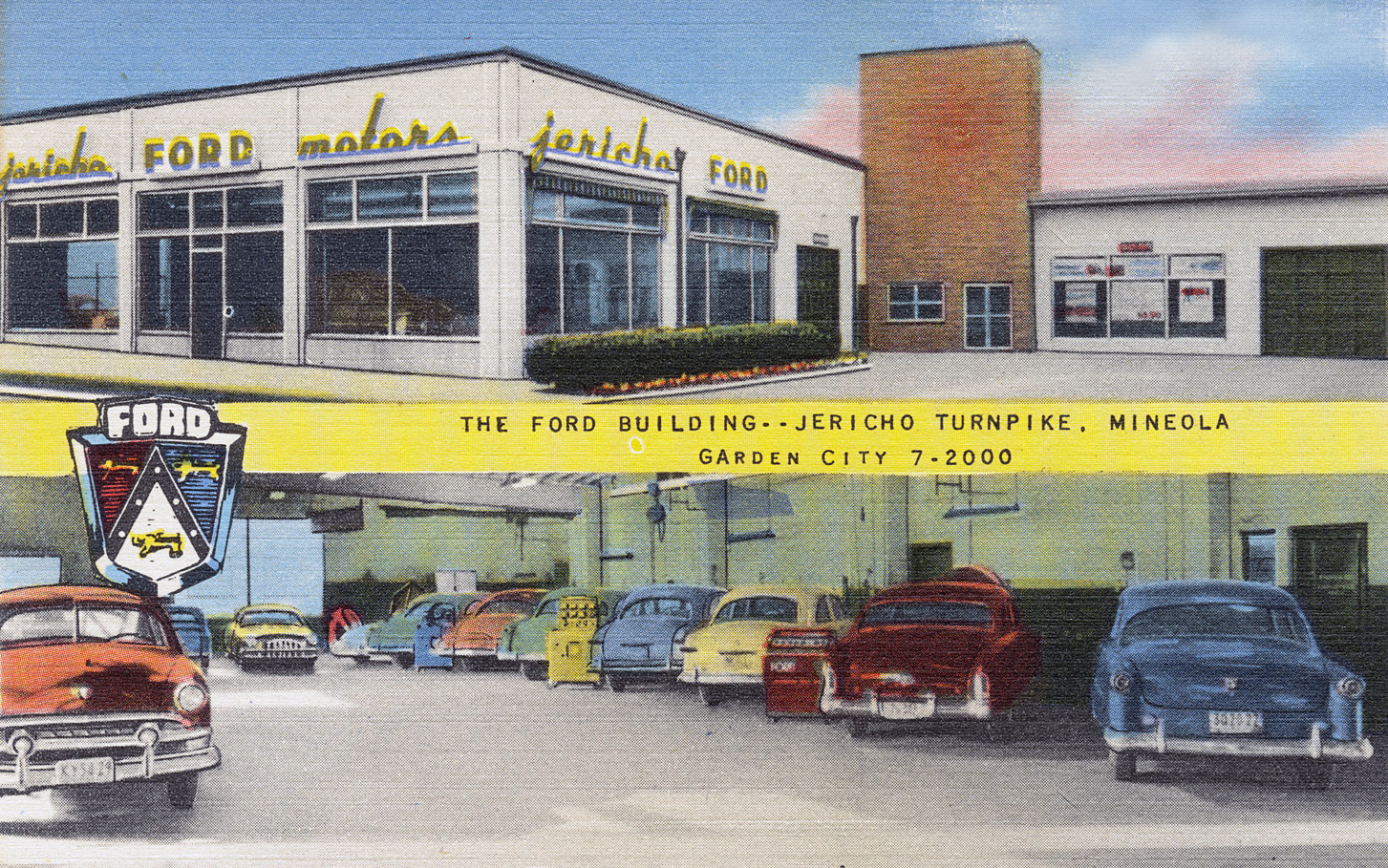
Магазин Форда у Нью-Йорку, 1930-ті

1 квітня 1932 року компанія представила громадськості V-подібний 8-циліндровий двигун. Ford став першою компанією, якій вдалося випустити монолітний 8-циліндровий блок. Автомобілі з таким двигуном надовго стали фаворитами практичних американців.
В 1934 році на сільських фермах і на вулицях великих міст з'явилися вантажні автомобілі Ford, оснащені повністю допрацьованим двигуном.
У цей час все актуальнішою стає проблема безпеки автомобіля. Генрі Форд не залишає без уваги і цю тему. На його заводах вперше починають застосовувати безпечні скла, ведеться постійна робота зі зниження ризику для людського життя — турбота про людину завжди була і залишається найважливішим аспектом загальної політики компанії. Автолюбителі і рядові громадяни щедро платять за таку турботу своєю прихильністю і любов'ю до Ford.
Знаменита марка завойовує популярність не тільки в Америці, але і по всьому світу. У цей період Ford має величезну мережу заводів і магазинів по всій Америці, відкриває філії в Європі та Росії. Тисячі автомобілів знаходять своїх господарів по всьому світу. Марка стає справді народною.
Після вступу США в Другу світову війну компанія почала випуск армійських вантажівок і джипів (вже не своєї конструкції — Ford GPW був адаптованою версією Willys MB).
Повоєнні часи 

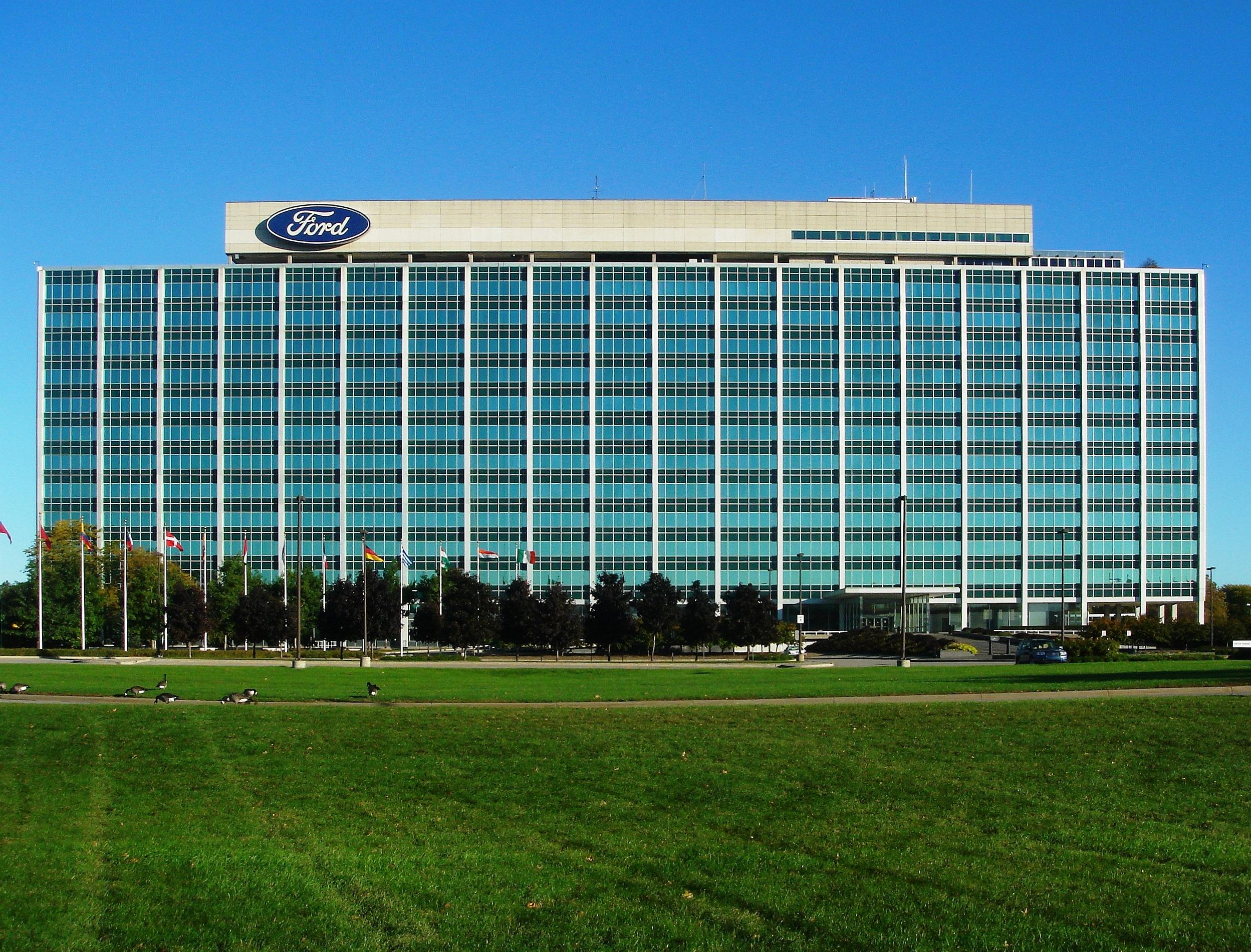
Головний офіс Форда у Мічигані, так званий «Скляний будинок».

У вересні 1945 року Генрі Форд передав повноваження своєму старшому онукові — Генрі Форду II.
У травні 1946 року Генрі Форд-старший був удостоєний почесної премії за заслуги перед автопромисловістю, а наприкінці цього ж року Американський інститут нафти (American Petroleum Institute) вручив йому золоту медаль за заслуги перед суспільством.
Генрі Форд помер у віці 83 років у себе вдома в Дірборні 7 квітня 1947 році.
Але онук гідно продовжує справу свого діда. 8 червня 1948 року на виставці в Нью-Йорку була урочисто представлена нова модель Ford. Основні її особливості — гладкі бічні панелі, незалежна передня підвіска і відкриваються задні бічні стекла.
Інтеграція кузова і крил виявилася новинкою, що встановила стандарт автомобільного дизайну.
У 1949 році Ford продав близько мільйона таких автомобілів, досягши найвищого обсягу продаж за період з 1929 року.
З величезною швидкістю ростуть і прибутки компанії. Це призвело до збільшення виробничих споруд: нові виробничі і складальні заводи, випробувальні полігони, інженерно-дослідницькі лабораторії.
Освоюються нові види діяльності: фінансовий бізнес — Ford Motor Company, страхування — American Road Insurance Company, автоматична заміна запчастин — Ford Parts and Service Division, електроніка, комп'ютери, космічні технології та багато іншого.
І, нарешті, в січні 1956 року Ford Motor Company стала відкритим акціонерним товариством. В наш час[коли?] у компанії близько 700 000 акціонерів.
Центром уваги в 60-ті роки стає молодь. Відповідно до настроїв у суспільстві, Форд швидко переорієнтує своє виробництво на створення недорогих спортивних автомобілів, призначених для молодих покупців.

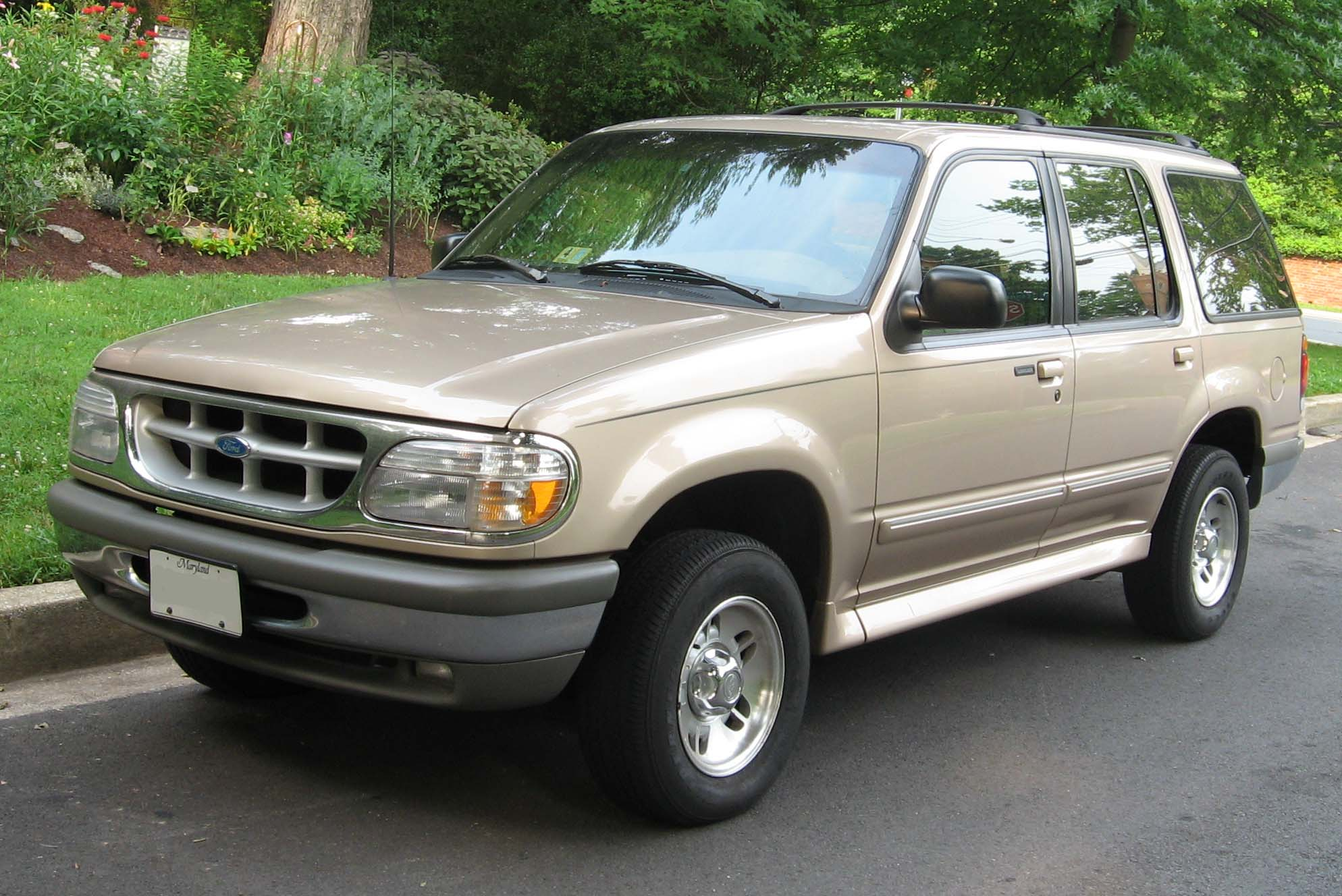
Ford Explorer

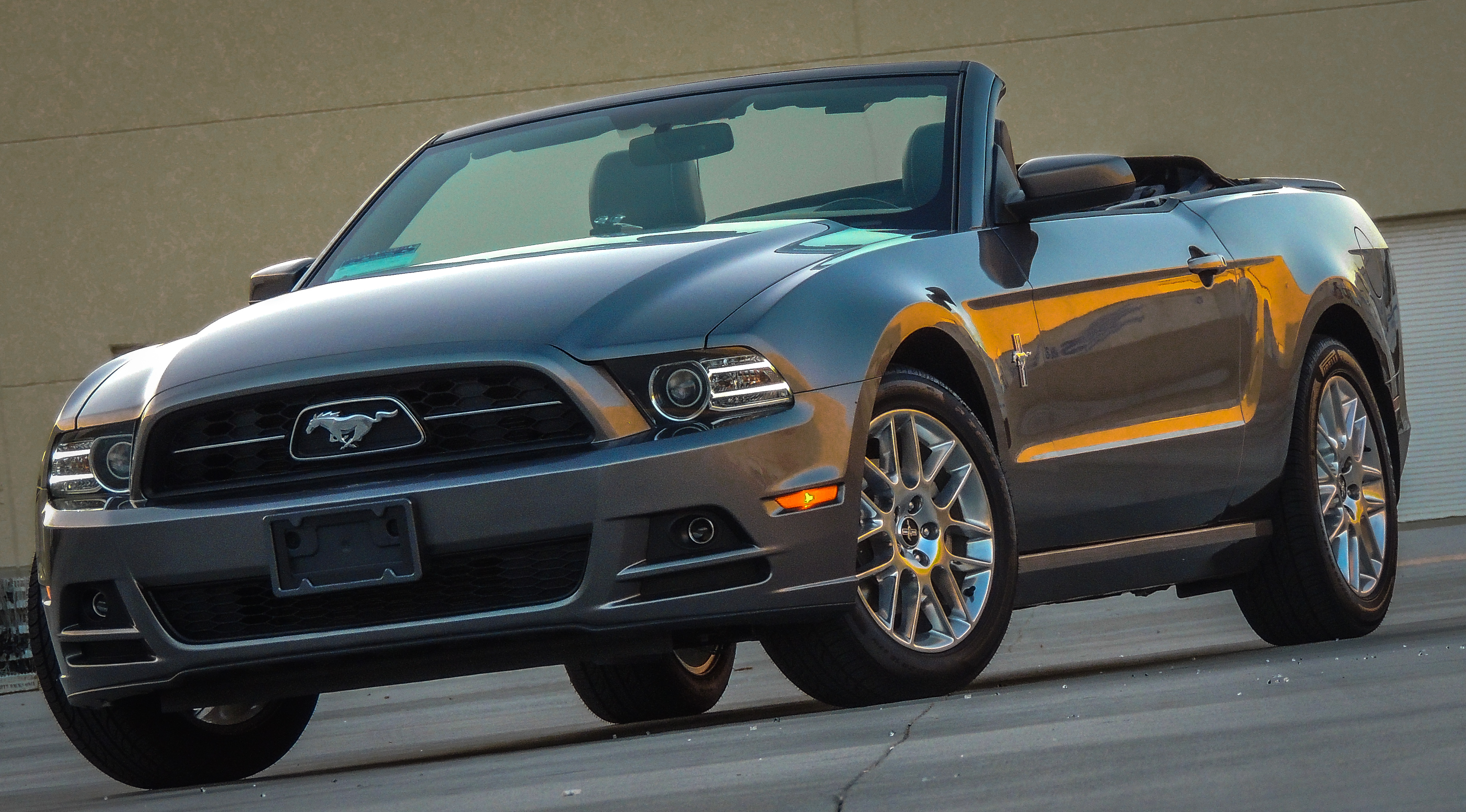
Ford Mustang

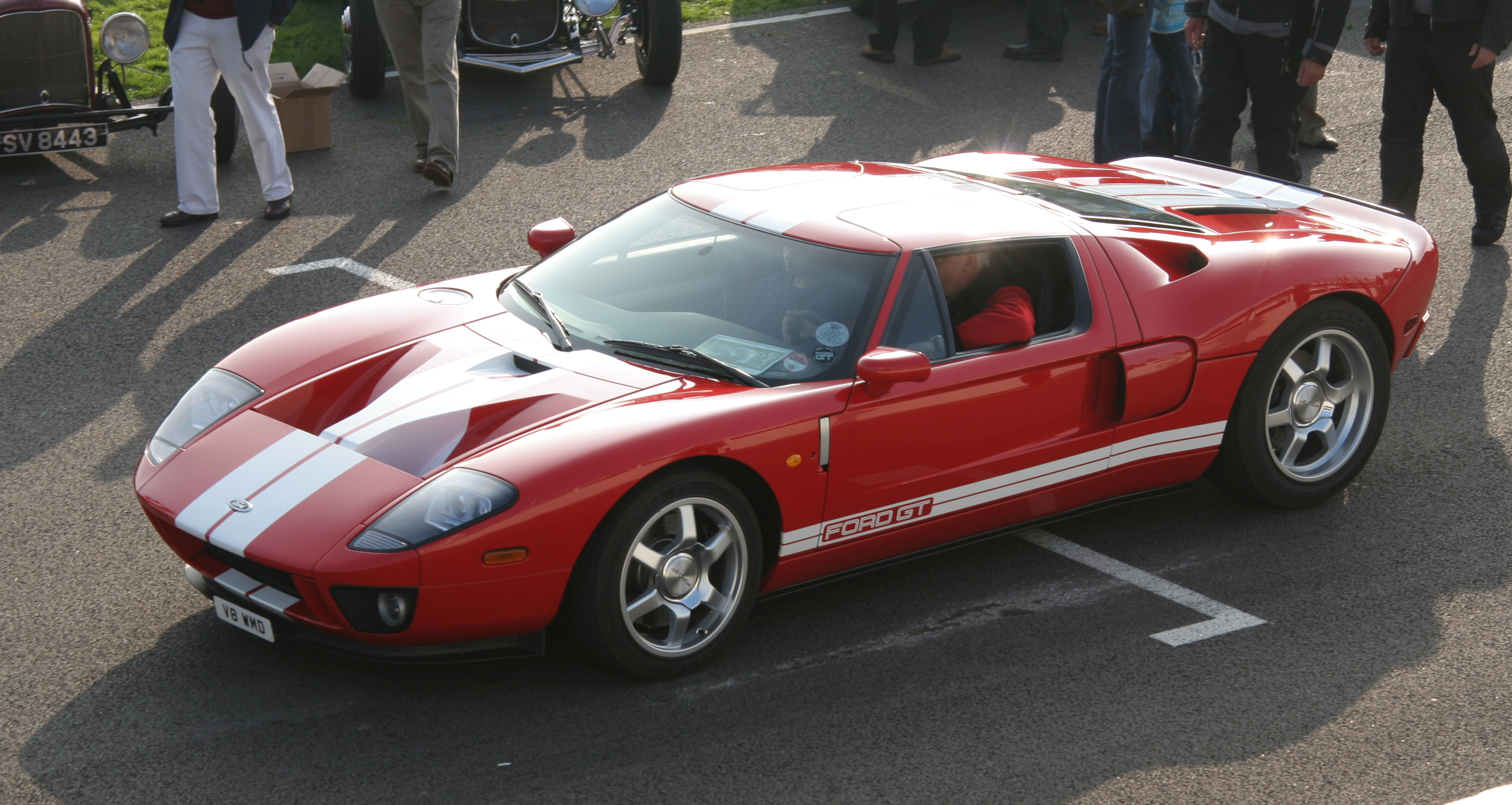
Ford GT

### 1960-ті роки
В 1964 році, на суд публіці вперше представляється Mustang. Найважливішою особливістю новинки було використання нового двигуна, у якому поєднувалися два агрегати — трансмісія й ведучий міст. Вигідно відрізняв її і зовнішній вигляд — оригінальне поєднання всіх сучасних тенденцій дизайну 50-60 років.
Такого гострого інтересу, який викликав цей автомобіль, не спостерігалося з часів Моделі А. У перші ж сто днів було продано сто тисяч чотиримісних автомобілів Mustang. Прибутки компанії перевершили всі очікувані результати.
Натхнені успіхом фахівці Ford продовжують розробляти оригінальний дизайн, використовуючи при цьому самі новаторські тенденції і розробки автомобілебудування. Їх робота втілилася в моделях типу Corina і у фургоні Transit.
Але не тільки прибуток хвилювала співробітників і керівництво Ford Motor Company. Триває боротьба за безпеку їзди.

### 1970-ті роки
Так, в 1970 році Форд стає першим із серійних виробників, що впровадив передні дискові гальма.
З 1976 року легендарна овальна емблема Форд з синім фоном і срібними буквами ставиться абсолютно на всі автомобілі компанії, щоб у будь-якій країні світу можна було з легкістю впізнати продукцію Ford.
Умови жорсткої конкуренції, особливо загострилася у цей період, спонукають фахівців Ford впроваджувати нові технології і в інших областях — особлива увага приділяється економії палива. Метою дизайнерів стає створення лідера світового класу в середньому і представницькому сегментах ринку. У результаті з'явилися Ford Taurus і Mercury Sebale.

### 1980-ті роки
Необхідно відзначити, що Taurus створювався як автомобіль, кожна деталь якого доведена до досконалості. Зусилля принесли свої плоди — Taurus був визнаний автомобілем 1986 року, а через рік став бестселером в Америці.
Наступними новинками були Ford Mondeo, а також видозмінений Mustang. Прем'єрами 1994 року також стали Ford Espire і мікроавтобус Windstar.
Згодом в США випустили вдосконалені Ford Taurus і Mercury Tracer, що продемонстрували перші великі зміни в дизайні автомобілів, які з'явилися на ринку наприкінці 80-х років. У Європі були також представлені видозмінений пікап F-серії, нова Fiesta і мінівен Galaxy.
Основною метою компанії стає постійне удосконалення своєї продукції при зниженні витрат на виробництво. Результатами стали світові автомобілі.

### Історія емблеми

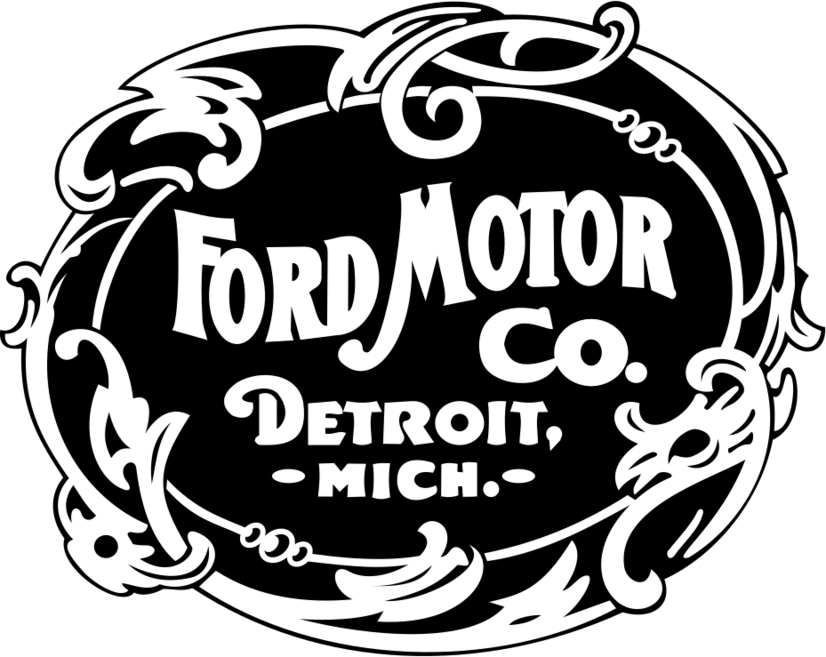
1903
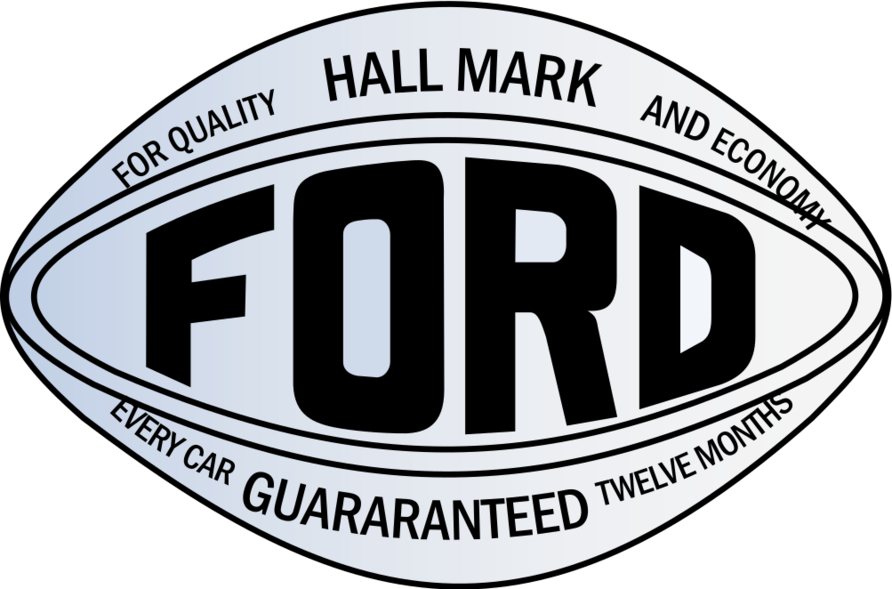
1907
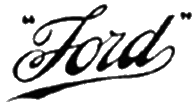
1909
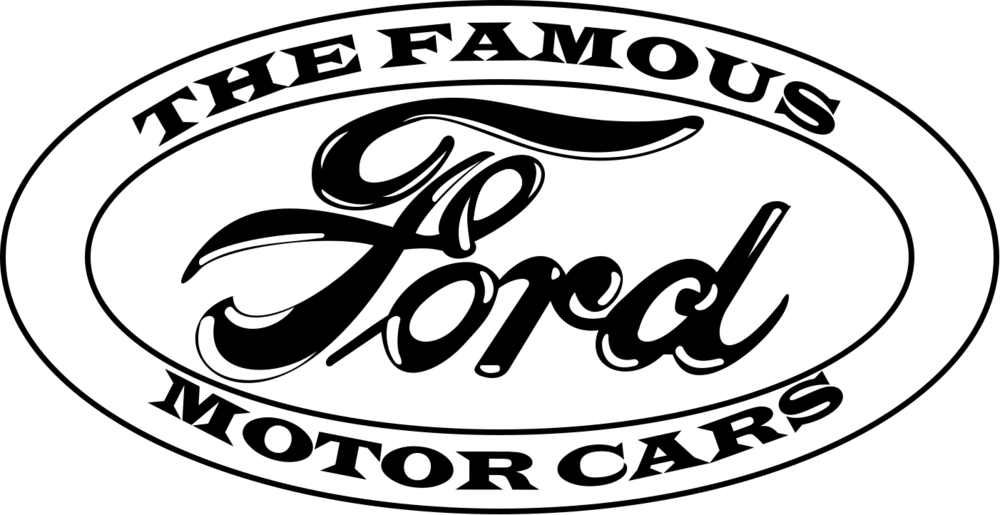
1911
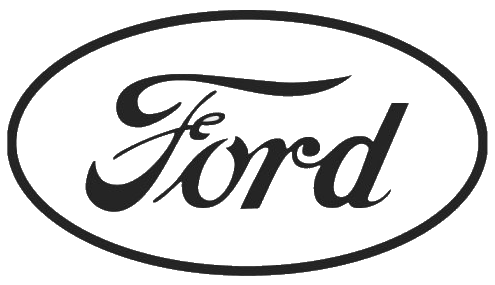
1912
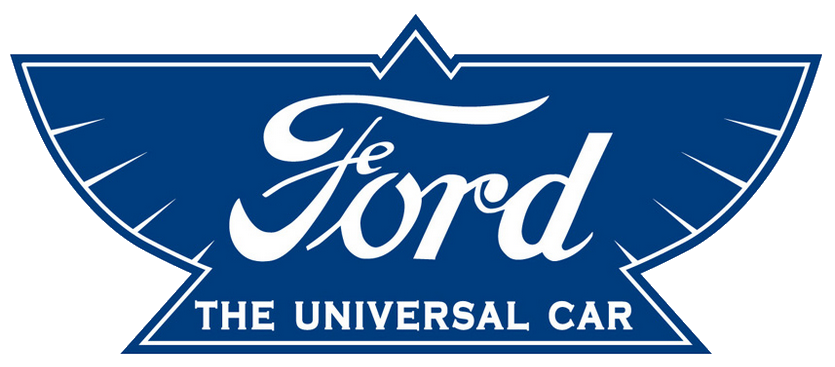
1912 варіант
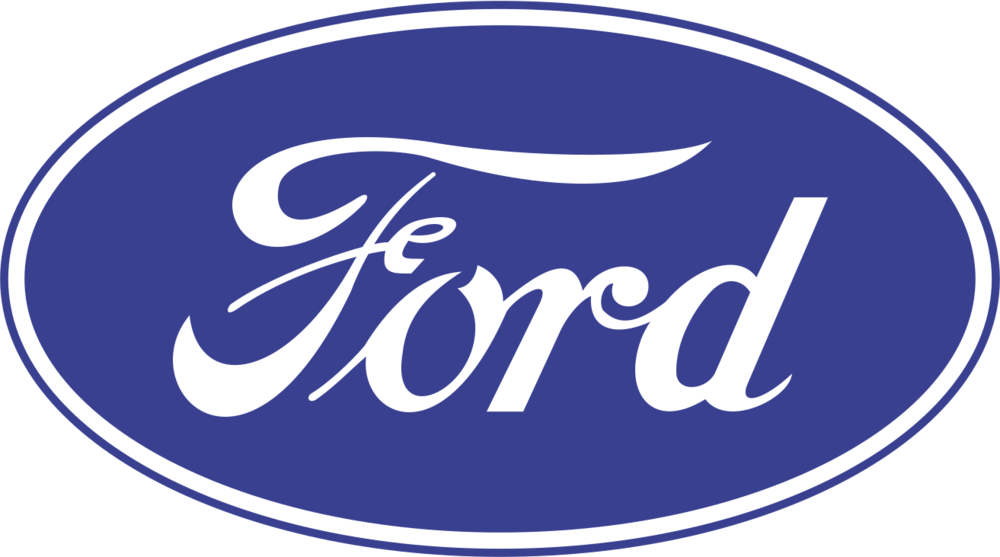
1927
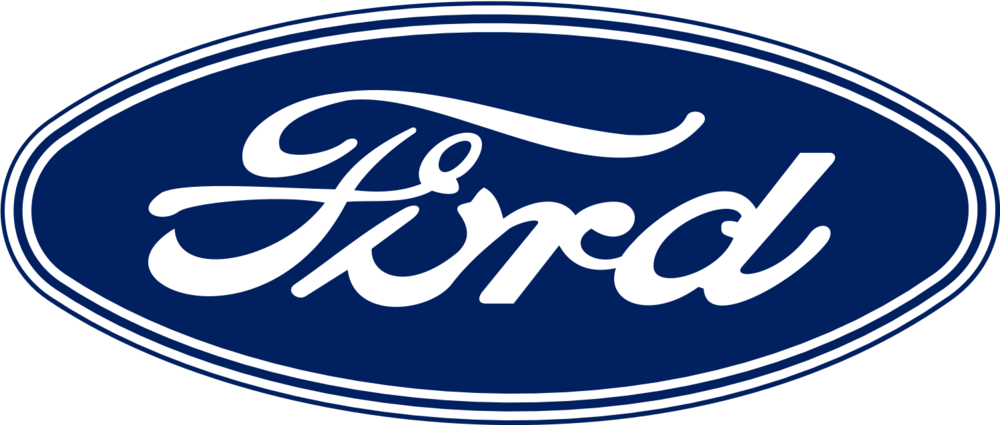
1957
1976
2003
2017

## Міжнародна діяльність компанії

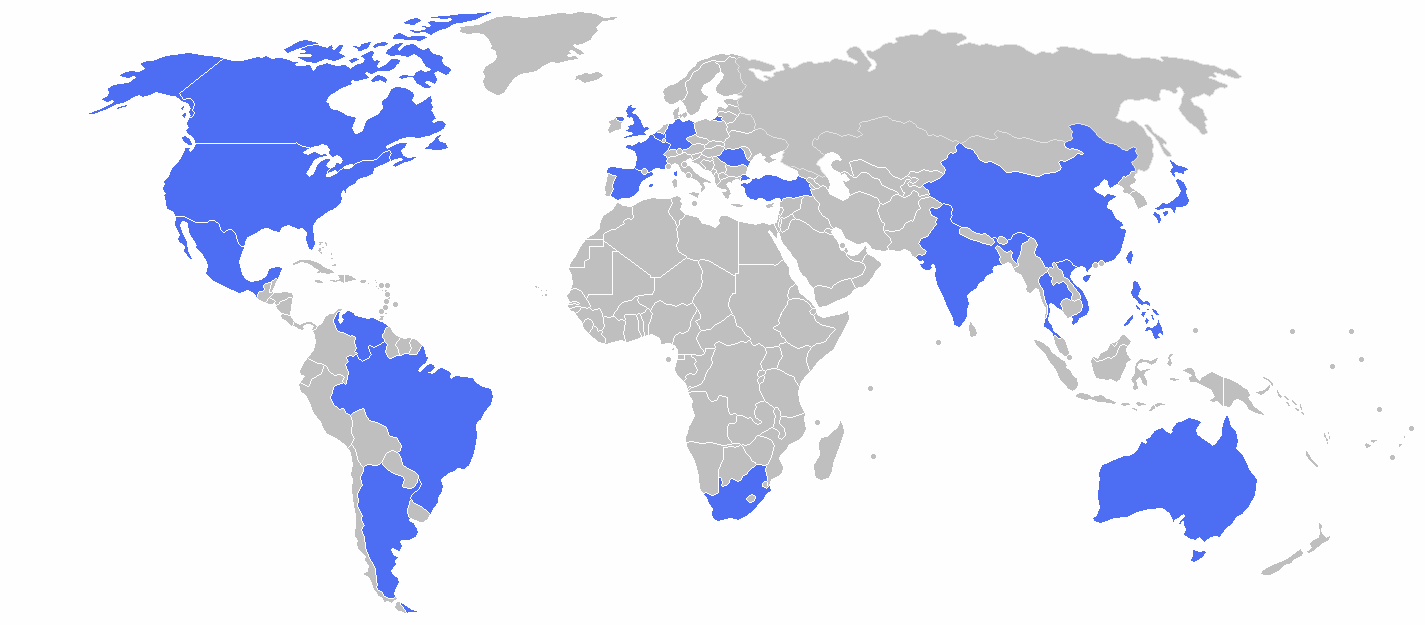
Синім позначено країни розташування заводів Ford Motor Company

Компанія випускає широкий спектр легкових і комерційних автомобілів під марками Ford, Lincoln, Mercury. Під контролем Ford знаходяться такі відомі виробники автомобілів як Daimler а також Mazda (частково).
Підприємства Ford розташовані в США, Канаді, Мексиці, Німеччині, Бразилії, Аргентині, Іспанії, Китаї, Таїланді та ін.
Загальна чисельність працівників, зайнятих в компанії — 327,5 тис. чоловік.
- Канада Ford Motor Company of Canada Limited. Штаб-квартира у м. Оквілл, провінція Онтаріо. Заводи у:
  - м. Віндзор, провінція Онтаріо;
  - м. Оквілл, провінція Онтаріо

- Мексика Ford Motor Co SA de CV. Штаб-квартира у м. Мехіко. Заводи у:
  - м. Ермосільйо, штат Сонора;
  - м. Монтеррей, штат Нуево-Леон;
  - м. Генерал Ескобедо, штат Нуево-Леон;
  - м. Куаутітлан-Іскальї, штат Мехіко;
  - м.  Чіуауа, штат Чіуауа

- Австралія Ford Motor Co of Australia Ltd. Штаб-квартира у м. Кемпбелфілд (передмістя Мельбурна), шт. Вікторія. Заводи у:
  - м. Кемпбелфілд (передмістя Мельбурна), шт. Вікторія;
  - м.  Норлан (передмістя Джилонга), шт. Вікторія

- Нова Зеландія Ford Motor Company Of New Zealand Ltd. Штаб-квартира у м. Манукау-Сіті (район Окленда)

- Аргентина Ford Argentina SCA. Штаб-квартира у м. Буенос-Айрес. Входить у групу AutoLatina Заводи у:
  - м. Буенос-Айрес (район Ла Бока);
  - м. Генерал Пачецо, провінція Буенос-Айрес

- Венесуела Ford Motor de Venezuela SA. Штаб-квартира і завод у м. Валенсія, провінція Карабобо

- Бразилія Ford Motor Co Brasil Ltda. Входить у групу AutoLatina. Штаб-квартири у м. Сан-Паулу (вантажівки та комерційні) та у м. Сан-Бернарду-ду-Кампу, штат  Сан-Паулу. Заводи у:
  - м. Сан-Паулу, округ  Іпіранга;
  - м. Сан-Бернарду-ду-Кампу, штат  Сан-Паулу;
  - м. Таубате, штат  Сан-Паулу;
  - м. Камасарі, штат Баїя;

- ПАР Ford Motor Company of SA (Pty) Ltd. Штаб-квартира у м. Порт-Елізабет (Східно-Капська провінція). Завод у м. Порт-Елізабет (Східно-Капська провінція)
- ПАР Samcor (Pretoria) (Pty) Ltd. Штаб-квартира розташована в м. Преторія. Основні виробничі потужності у районі передмістя Сільвертон міста Преторія

- КНР,  Республіка Китай Ford Lio Ho Motor Co Ltd. Штаб-квартира і завод у м. Чхун-Лі, повіт Таоюань, Тайвань
- КНР Changan Ford Mazda Motor Company. Штаб-квартира і завод у м. Чунцін.
- КНР Jiangling Motors Group. Штаб-квартира і завод у м. Наньчан, провінція Цзянсі.

- Індія Ford India Ltd. Штаб-квартира у м. Ченнаї, приміський район Ченгалпатту, штат Тамілнаду. Заводи у:
  - м. Ченнаї, приміський район Марамалай Наґар, штат Тамілнаду;
  - м. Сананд, штат Гуджарат

- Таїланд Auto Alliance (Thailand) Co Ltd. Штаб-квартира та завод у м. Плаукданґ, провінція Районґ

- Таїланд Ford Motor Company (Thailand) Limited. Штаб-квартира та завод у м. Чонбурі, провінція  Чонбурі

- Туреччина Ford Otomotiv Sanayi AS. Штаб-квартира у м. Стамбул, район Санджактепе, іл Стамбул. Заводи у:
  - м. Ізміт, іл Коджаелі;
  - м. Ескішехір, іл. Ескішехір

- Філіппіни Ford Motor Co Philippines Inc . Штаб-квартира та завод у м. Санта-Роса, провінція Лагуна

- Малайзія Ford Malaysia Sdn Bhd . Штаб-квартира та завод у м. Шах-Алам, провінція Селангор

- Республіка Китай Ford Lio Ho Motor Co Ltd. Штаб-квартира і завод у м. Чхун-Лі, повіт Таоюань

- В'єтнам Ford Vietnam Limited. Штаб-квартира і завод у м. Хайзионг, провінція Хайзионг

- Велика Британія Ford Motor Co Ltd. Штаб-квартира у м. Брентвуд, графство Ессекс. Дослідницький Дантонський технічний центр у м. Дантон, графство Ессекс Заводи у:
  - м. Холівуд, графство Мерсісайд;
  - м. Лондон, приміський район Дейгенхем;
  - м. Ґейдон, графство Ворикшир;
  - м. Брідженд, Уельс;
  - м. Саутгемптон, графство Гемпшир

- Португалія Ford Lusitana SARL. Штаб-квартира у Лісабоні. Заводи у:
  - м. Азамбужа, адміністративний округ Лісабон;
  - м. Сетубал, адміністративний округ Сетубал

- Румунія Ford Romania. Штаб-квартира і завод у м. Крайова, жудець (повіт) Долж

- Іспанія Ford España SA. Штаб-квартири у м. Мадрид та у м. Валенсія, автономна область Валенсія. Завод у:
  - м. Алмусафес, провінція Валенсія

- Німеччина Ford Werke AG. Штаб-квартира у м. Кельн, район Ніль. Заводи у:
  - м. Кельн, район Ніль;
  - м. Райне, земля Північний Рейн-Вестфалія;
  - м. Саарлуї, земля Саар;

- Нідерланди Ford Nederland NV. Штаб-квартира і завод у м. Амстердам

- Білорусь Ford Union . Штаб-квартира у Мінську. Завод у:
  - с. Абчак, Мінська область

- Бельгія Ford-Werke. Штаб-квартира і завод у місті Генк, провінція Лімбург

- Італія  Ford Italia S.p.A. . Штаб-квартира у Римі

- Росія ЗАТ «Ford Motor Company». Штаб-квартира у м. Всеволожськ, Ленінградська обл. Заводи у:
  - м. Всеволожськ;
  - м. Єлабуга

Виробничі потужності заводу у Всеволожську 2013 року були завантажені менш, ніж на дві третини. За січень-лютий 2014 продажі моделі Ford Focus, яка виробляється у Всеволожську, в цілому по Росії впали на 40 %. У зв'язку з чим завод у Всеволожську з 22 квітня 2014 зупинив виробництво і скоротив 700 співробітників у рамках «програми з оптимізації витрат».

## Продажі
| Календарний рік | Продажі у США | Доля ринку у США |
| --------------- | ------------- | ---------------- |
| 1997            | 3,877,458     | 25.02%           |
| 1998            | 3,922,604     | 24.52%           |
| 1999            | 4,163,369     | 23.91%           |
| 2000            | 4,202,820     | 23.61%           |
| 2001            | 3,971,364     | 22.69%           |
| 2002            | 3,623,709     | 21.19%           |
| 2003            | 3,483,719     | 20.53%           |
| 2004            | 3,331,676     | 19.26%           |
| 2005            | 3,153,875     | 18.08%           |
| 2006            | 2,901,090     | 17.02%           |
| 2007            | 2,507,366     | 15.23%           |
| 2008            | 1,988,376     | 14.74%           |
| 2009            | 1,620,888     | 15.29%           |
| 2010            | 1,935,462     | 16.44%           |
| 2011            | 2,143,101     | 16.42%           |
| 2012            | 2,250,165     | 15.22%           |
| 2013            | 2,493,918     | 15.70%           |
| 2014            | 2,480,942     | 14.72%           |
| 2015            | 2,613,162     | 14.64%           |
| 2016            | 2,614,697     | 14.63%           |
| 2017            | 2,586,715     | 14.74%           |
| 2018            | 2,497,318     | 14.13%           |
| 2019            | 2,422,698     | 13.8%            |
| 2020            | 2,044,744     | 13.7%            |

## Інші вироби компанії
Компанія активно втілює свої автомобільні технології у повсякденне життя. Лін Вест — контент-менеджер європейського підрозділу маркетингових комунікацій Ford, це коментує таким чином: «Нам було цікаво застосувати наші технології в інших ситуаціях на користь людей.  Зараз ми розробляємо ще декілька ідей, мета яких — поліпшити повсякденне життя за допомогою маленьких ноу-хау Ford.»
Так, в 2018 році компанія Ford розробила будку для собак з поглинанням шуму, застосувавши технологію, аналогічну тій, яку використовує у своєму позашляховику Edge. А в 2019 році «розумне» ліжко, в основі якого технологія утримання авто на смузі руху під назвою Lane-Keeping Aid, якою оснащено більшість машин компанії.

## Повний перехід на випуск електрокарів
15 листопада 2021 року стало відомо, що шість компаній-виробників автомобілів підписали декларацію про те, що вони до 2040 року відмовляться від випуску автомобілів із бензиновими двигунами. Серед підписантів була й Ford.